# José Saramago
José de Sousa Saramago (wym. port. [ʒuˈzɛ ðɨ ˈsozɐ sɐɾɐˈmaɣu], ur. 16 listopada 1922 w Azinhaga, zm. 18 czerwca 2010 w Tías) – portugalski pisarz, laureat Nagrody Nobla w dziedzinie literatury w 1998.
Saramago połączył w swoich dziełach mity, historie swojego kraju oraz surrealistyczne wyobrażenia. W uzasadnieniu przyznania Nagrody Nobla napisano: za dzieło, które przypowieściami, podtrzymywanymi przez wyobraźnię, współczucie i ironię, stale umożliwia pojmowanie iluzorycznej rzeczywistości.

## Życiorys
Syn José de Sousa i Marii da Piedade, ojciec był jednak znany w wiosce pod przydomkiem „Saramago”, takie też nazwisko zapisano w rejestrach po urodzeniu syna państwa de Sousa. Mieszkali w wiosce Azinhaga w regionie Ribatejo, żyli bardzo skromnie, wręcz biednie. Ojciec sprzedawał gazety, a matka była pomocą domową. Rodzina przeprowadziła się do Lizbony w 1924, kiedy mały José miał zaledwie 2 lata.
Kilka miesięcy po przybyciu do Lizbony zmarł starszy brat José – Francisco. Sytuacja materialna rodziny uległa poprawie po przeprowadzce do stolicy, ale dopiero kiedy Saramago miał 13-14 lat, rodzina przeprowadziła się do małego domu i nie mieszkała już w wynajmowanych pokojach dzielonych z innymi rodzinami.
W młodości musiał opuszczać lekcje, aby zarobić na życie. Marzył o wstąpieniu na uniwersytet. Jednak ze względu na sytuację materialną rodziny musiał zrezygnować z nauki w liceum i podjąć naukę w technikum. Przez pięć lat uczył się na mechanika samochodowego. Podjął pracę w wyuczonym zawodzie i jednocześnie, zafascynowany literaturą, odwiedzał Bibliotekę Narodową w Lizbonie.
W 1944 ożenił się z Ildą Reis. Trzy lata później, kiedy miał 25 lat, opublikował pierwszą powieść Terra do pecado (1947). W tym samym roku urodziła mu się pierwsza i jedyna córka – Violante. Od 1955 zaczął dorabiać jako tłumacz. Zajmował się takimi autorami jak Hegel, Tołstoj i Baudelaire. Z Ildą rozwiódł się w 1970 i rozpoczął kilkunastoletni związek z portugalską pisarką Isabel da Nóbrega.
W 1969 wstąpił do Portugalskiej Partii Komunistycznej, zakazanej przez dyktaturę Salazara. Był jednocześnie krytykiem tej partii.
W 1975 oskarżony o sprzyjanie skrajnie marksistowskim ideom, w wyniku zawirowań po Rewolucji goździków stracił pracę. W związku z tym zdecydował nie szukać innego zatrudnienia i poświęcić się całkowicie pisaniu.
W 1988 ożenił się z dziennikarką i tłumaczką hiszpańską Maríą del Pilar del Río Sánchez, którą poznał w 1986 r.
W 1993 wyemigrował z Portugalii na Wyspy Kanaryjskie. Skomentował to w autobiografii: „W odpowiedzi na ocenzurowanie i zawetowanie zgłoszenia mojej książki – Ewangelia według Jezusa Chrystusa (1991) – do Europejskiej Nagrody Literackiej pod pretekstem, że obraża katolików, przeprowadziliśmy się, moja żona i ja, w lutym 1993 na wyspę Lanzarote, w archipelagu Wysp Kanaryjskich”.
Po wydaniu Terra do Pecado Saramago przedstawił swojemu wydawcy następne dzieło – Clarabóia, odrzucone i opublikowane dopiero po jego śmierci, w 2011 roku. 19 lat później postanowił zamienić prozę na poezję i wydał trzy tomiki: Os poemas possíveis (1966), Provavelmente alegria (1970) i O ano de 1993 (1975). Zamienił także stanowisko w wydawnictwie Estudos Cor na pracę dziennikarza w „Diário de Notícias”, a następnie w „Diário de Lisboa”. W 1975 na 10 miesięcy powrócił do „Diário de Notícias” na stanowisko zastępcy dyrektora.
Zmarł 18 czerwca 2010 w wieku 87 lat w swoim domu na Lanzarote (Wyspy Kanaryjskie), gdzie spędził ostatnie lata życia. Zmarł na białaczkę. Pogrzeb José Saramago odbył się 20 czerwca 2010 roku. W pogrzebie uczestniczyło 20 000 osób. Prochy Saramago spoczęły na lizbońskim cmentarzu Alto de São João.

## Odznaczenia
- Komandor Orderu św. Jakuba od Miecza (1985)[3][4]
- Wielki Łańcuch Orderu św. Jakuba od Miecza (1998)[3][4]
- Wielki Łańcuch Orderu Camõesa (2021, pośmiertnie)[3][4]
- Kawaler Orderu Sztuki i Literatury (Francja, 1991)[4]
- Oficer Legii Honorowej (Francja, 1999)[4]

## Nagrody i wyróżnienia
- W 1998 otrzymał Nagrodę Nobla w dziedzinie literatury.
- Wcześniej, w 1995, został uhonorowany nagrodą Camõesa.
- 1983 – Nagroda PEN Club za Baltazara i Blimundę oraz Nagroda Literacka Miasta Lizbony.
- 1985 – Nagroda PEN Club za Rok śmierci Ricarda Reisa.
- Doktoraty honoris causa uniwersytetów w Turynie (Włochy), Sewilli (Hiszpania), Manchesterze (Wielka Brytania) i Coimbrze, Évorze (Portugalia)[5].

## Twórczość
W 1991 Saramago opublikował powieść Ewangelia według Jezusa Chrystusa. Została ona skrytykowana jako bluźniercza przez Kościół katolicki. W konsekwencji sekretarz kulturalny partii rządzącej, Pedro Santana Lopes, skreślił nazwisko Saramago z listy kandydatów do Europejskiej Nagrody Literackiej. Saramago z kolei protestując przeciwko tej decyzji, przeniósł się wraz z żoną na kanaryjską wyspę Lanzarote, gdzie mieszkał aż do śmierci.
Saramago pisał powieści, dramaty, opowiadania, wiersze, dzienniki i przewodniki. Jego druga powieść Manual de pintura e caligrafia pojawiła się w 1977, po długiej przerwie. Jej podstawowym tematem jest geneza artysty, malarza lub pisarza.
W Viagem a Portugal (Podróż do Portugalii) Saramago poszukuje pomysłu „na Portugalię” w kilka lat po upadku dyktatury następców Salazara. Żeby dokładnie widzieć swój kraj, używa trzeciej osoby, pozwala mu to na obserwacje własnych reakcji: Tutaj zmuszony jest do rozpoznania własnego niedostatku i przyznania się do niewiedzy, o cudach i wszystkim innym.
Levantado do Chão, (Podniesiony z ziemi, 1980) to trzypokoleniowa saga o biednych ludziach, rozpoczynająca się w czasie pierwszej wojny światowej, a kończy na portugalskiej Rewolucji Goździków – 25 kwietnia 1974. Autor wykorzystuje w niej różne formy dialogu i monologu.
Większą popularność na forum międzynarodowym José Saramago zdobył w 1980 powieścią Baltazar i Blimunda (Memorial do convento). Fabuła powieści rozgrywa się w pierwszej połowie XVIII wieku. Na podstawie tej powieści włoski kompozytor Azio Corghi stworzył operę Blimunda.
Rok śmierci Ricarda Reisa (O ano da morte de Ricardo Reis), powieść wydaną w 1984 roku, autor poświęcił znakomitemu portugalskiemu poecie Fernando Pessoi, a Ricardo Reis był jednym z heteronimów Pessoi. W 1989 wydana została następna powieść pt. Historia oblężenia Lizbony (História do cerco de Lisboa).
W 1997 ukazała się kolejna powieść Josè Saramago Wszystkie imiona (Todos os nomes). Książka ta przez wielu czytelników uznawana jest za jego najlepsze dzieło. Jest pełna prawd życiowych i humoru.
W tym samym roku ukazało się również Miasto ślepców (Ensaio sobre a cegueira).
Styl Saramago charakteryzują długie zdania oraz niekonwencjonalna interpunkcja. Dialogi nie są wyszczególnione w tekście, stanowią integralną część akapitu – sprawia to wrażenie zapisanego ciągu myśli, gdyż w narracji praktycznie nie ma przystanków. Czytelnik niejednokrotnie gubi się w dialogach, nie wiedząc, czy faktycznie zostały one wypowiedziane, czy są to tylko fragmenty myśli bohaterów. Wiele zdań ciągnie się przez całą stronę: w miejscu, gdzie inni autorzy postawiliby kropkę, Saramago konsekwentnie stawia przecinek. Mimo to czytelnik szybko przyzwyczaja się do tego stylu i rytmu narracji.

### Powieści
- Terra do pecado, 1947
- O malarstwie i kaligrafii, wyd. pol. 2010 (Manual de pintura e caligrafia, 1977)
- Levantado do chão, 1980
- Baltazar i Blimunda, wyd. pol. 1993 (Memorial do convento, 1982)
- Rok śmierci Ricarda Reisa, wyd. pol. 2000 (O ano da morte de Ricardo Reis, 1984)
- Kamienna tratwa, wyd. pol. 2003 (A jangada de pedra, 1986)
- Historia oblężenia Lizbony, wyd. pol. 2002 (História do cerco de Lisboa, 1989)
- Ewangelia według Jezusa Chrystusa, wyd. pol. 1992 (O Evangelho segundo Jesus Cristo, 1991)
- Cadernos de Lanzarote, 1994
- Miasto ślepców, wyd. pol. 1999 (Ensaio sobre a cegueira, 1995)
- Wszystkie imiona, wyd. pol. 2000 (Todos os nomes, 1997)
- A caverna, 2000
- Podwojenie, wyd. pol. 2002 (O homem duplicado, 2002)
- Miasto białych kart, wyd. pol. 2009 (Ensaio sobre a lucidez, 2004)
- Rozterki śmierci, wyd. pol. 2019 (As intermitências da morte, 2005)
- Mały pamiętnik, wyd. pol. 2012 (As pequenas memórias, 2006)
- Podróż słonia, wyd. pol. 2012 (A Viagem do Elefante, 2008)
- Kain, wyd. pol. 2013 (Caim, 2009)
- Clarabóia, 2011

### Sztuki teatralne
- A noite
- Que farei com este livro?
- A segunda vida de Francisco de Assis
- In Nomine Dei
- Don Giovanni lub O dissoluto absolvido

### Opowiadania
- Objecto quase, 1978
- Poética dos cinco sentidos – O ouvido, 1979
- O conto da ilha desconhecida, 1997

### Poezja
- Os poemas possíveis, 1966
- Provavelmente alegria, 1970
- O ano de 1993, 1975

### Kroniki
- Deste mundo e do outro, 1971
- A bagagem do viajante, 1973
- As opiniões que o DL teve, 1974
- Os apontamentos, 1977

### Powieści podróżnicze
- Viagem a Portugal, 1981

### Literatura dziecięca
- A Maior Flor do Mundo, 2001

## Linki
- http://www.isfdb.org/cgi-bin/ea.cgi?4793
- http://sf-encyclopedia.com/entry/saramago_jose
- http://www.anarres.fi/sf/bib/bib_q-t.htm#S
- http://www.catalogovegetti.com/catalogo/A0735.htm#4695
- http://www.bdfi.net/auteurs/s/saramago_jose.php
- José Saramago, [w:] encyklopediafantastyki.pl [dostęp 2020-05-04].
- http://www.noosfere.org/icarus/livres/Auteur.asp?numauteur=-40305
- https://fantlab.ru/autor5195